# Laaspherhütte
Laaspherhütte is een plaats in de Duitse gemeente Bad Laasphe, deelstaat Noordrijn-Westfalen, en telt 100 inwoners (2007).